# Mitteleuropäisches Übergangsklima

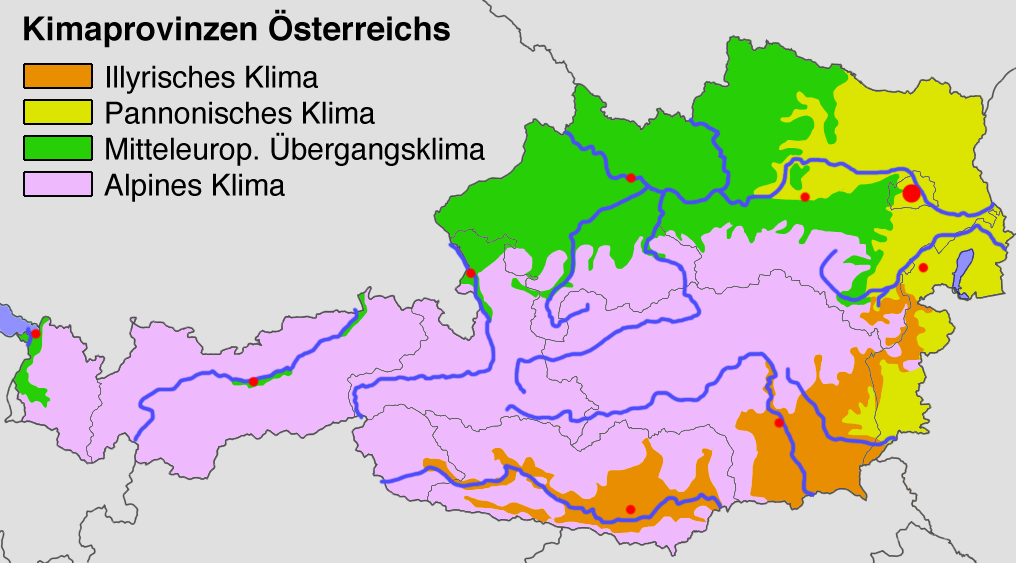
Die „klassisch“ österreichischen Klimaprovinzen

Das mitteleuropäische Übergangsklima, auch Oberdeutsche Klimaprovinz oder mitteleuropäisch-subatlantisches Klima, ist eine der vier nationalen Klimaprovinzen Österreichs. Es ist als atlantisch beeinflusste Klimaprovinz im Einflussbereich des Nordstaus der Westwinde an Alpen und böhmischer Masse zu verstehen. Dieser Einfluss – und damit die Niederschlagsmenge – nimmt von Westen nach Osten ab.
Dieser Klimatyp erstreckt sich vom Bodensee über das Allgäu, die bayerischen Alpen und die Staulagen des Alpenvorlandes bis hin zum österreichischen Granit- und Gneisplateau. Im Süden bildet sich in den Randalpen der Übergang zur alpinen Klimaprovinz, im Osten zur pannonisch beeinflussten Zone.
Das mitteleuropäische Übergangsklima weist geringe jährliche Temperaturschwankungen, Jahresmitteltemperaturen um 8 °C sowie Niederschläge zu allen Jahreszeiten mit dem Maximum im Sommer auf. Die größten Temperaturunterschiede finden sich zwischen den Niederungen und dem Hügelland der Randalpen. Das Klima kann als recht rau – durch kalte Winde aus dem Norden und Nordwesten – und allgemein kühl beschrieben werden. Dies gilt insbesondere für die Böhmische Masse, wo im Winter zudem viel Schnee fällt.
Im Vergleich zu den international üblichen Klimaklassifikationen entspricht das mitteleuropäisches Übergangsklima nach Köppen & Geiger einem Übergangsklima zwischen Cfb- und Dfb-Klima (Ozeanklima und sommerwarmes feuchtes Kontinentalklima). Auf aktuellen Köppen-Karten fällt der Raum entweder unter Dfb oder Cfb Bei der Troll-Paffen-Klassifikation ist ein Übergangstyp zwischen III.2 (Ozeanisches) und III.3 (Subozeanisches Waldklima) anzunehmen; die Karte weist überall III.3 aus. Im Gegensatz zu diesen effektiven Klassifikationen, deren Grenzziehungen aus definierten thermischen und hygrischen Werten entstehen, wurden die Grenzen zwischen den Klimaprovinzen aus der naturräumlichen Gliederung Österreichs abgeleitet.